# Tracey Moffatt
Tracey Moffatt (Brisbane, 12 novembre 1960) è una fotografa e artista australiana.
Nata a Brisbane ha conseguito una laurea in comunicazione visiva alla Queensland College of Art nel 1982.
Le sue opere sono esposte in diverse collezioni quali: Tate Gallery, Museum of Contemporary Art, Los Angeles, National Gallery of Australia e Art Gallery of New South Wales.
Fra le sue opere si ricordano Something More del 1989, la serie Scarred for Life che la rese famosa nel suo paese, Up in the Sky ambientata nel deserto australiano, Under the Sign of Scorpio una serie di ritratti di donne nate sotto il segno dello scorpione, tra le quali Indira Gandhi e Catherine Deneuve.

## Opere
Il primo lavoro che la rese conosciuta pubblicamente fu Something More nel 1989.
Le sue opere fotografiche successive, Pet Thang (1991) e Laudanum (1998) fanno riferimento allo stesso tema di Something More ma con differenti riferimenti ad altri temi come la sessualità, la rappresentazione e la razza.
Altre sue opere, Scarred for Life (1994) e Scarred for Life II (1999), percorrono le stesse tematiche ma sotto forma di libro o rivista illustrata arricchite da commenti umoristici.
Successivamente i suoi lavori sono passati a una nota narrative più gotica. Nella sua opera Up in the Sky (1998) Moffatt usa ancora una narrativa di sequenza ma al posto di usare dei riferimenti di fantasia l'opera si concentra  sulla “generazione rubata” australiana.
Adventure Series (2004) è un'opera dove l'artista usa fantasiosi fondali dipinti, costumi e modelle (inclusa l'artista stessa) e rappresenta soap opere con dottori, infermiere e altri personaggi in sfondi tropicali.
Under The Sign of Scorpio (2005) è una serie di 40 immagini dove l'artista ritrae persone famose nate sotto il segno dello scorpione. La serie reitera la passione dell'artista per le celebrità e realtà costruite.